# Mercury, Nevada
Mercury är en stängd stad i Nye County, Nevada. Staden ligger inom Nevada National Security Site och fungerar som bostäder för arbetare i området. Som följd av att området ligger inom testområdet är staden stängd för allmänheten. Området styrs administrativt av Department of Energy. Staden är döpt efter de kvicksilvergruvor som tidigare fanns i området.  
I närheten av området ligger Desert Rock Airport. 

## Klimat
|                                            | Jan  | Feb  | Mar  | Apr  | Maj  | Jun  | Jul  | Aug  | Sep  | Okt  | Nov  | Dec  |
| ------------------------------------------ | ---- | ---- | ---- | ---- | ---- | ---- | ---- | ---- | ---- | ---- | ---- | ---- |
| Normaldygnets maximitemperaturs medelvärde | 13,7 | 15,5 | 19,7 | 23,4 | 28,8 | 34,8 | 38,2 | 37,1 | 32,8 | 25,6 | 18,1 | 12,8 |
| Normaldygnets minimitemperaturs medelvärde | 0,8  | 2,1  | 4,9  | 8,1  | 12,9 | 18   | 21,8 | 20,9 | 16,5 | 9,9  | 3,6  | 0,1  |
|                                            |      |      |      |      |      |      |      |      |      |      |      |      |
| Nederbörd                                  | 17   | 24   | 15   | 9,1  | 4,6  | 3,0  | 8,1  | 9,9  | 9,7  | 9,4  | 6,9  | 16   |

| Diagram | temperaturer i °C • månadsnederbörd i mm • Källa: NCEI | temperaturer i °C • månadsnederbörd i mm • Källa: NCEI | temperaturer i °C • månadsnederbörd i mm • Källa: NCEI | temperaturer i °C • månadsnederbörd i mm • Källa: NCEI | temperaturer i °C • månadsnederbörd i mm • Källa: NCEI | temperaturer i °C • månadsnederbörd i mm • Källa: NCEI | temperaturer i °C • månadsnederbörd i mm • Källa: NCEI | temperaturer i °C • månadsnederbörd i mm • Källa: NCEI | temperaturer i °C • månadsnederbörd i mm • Källa: NCEI | temperaturer i °C • månadsnederbörd i mm • Källa: NCEI | temperaturer i °C • månadsnederbörd i mm • Källa: NCEI | temperaturer i °C • månadsnederbörd i mm • Källa: NCEI |
|         | 17 14 1                                                | 24 16 2                                                | 15 20 5                                                | 9 23 8                                                 | 5 29 13                                                | 3 35 18                                                | 8 38 22                                                | 10 37 21                                               | 10 33 17                                               | 9 26 10                                                | 7 18 4                                                 | 16 13 0                                                |

## Galleri

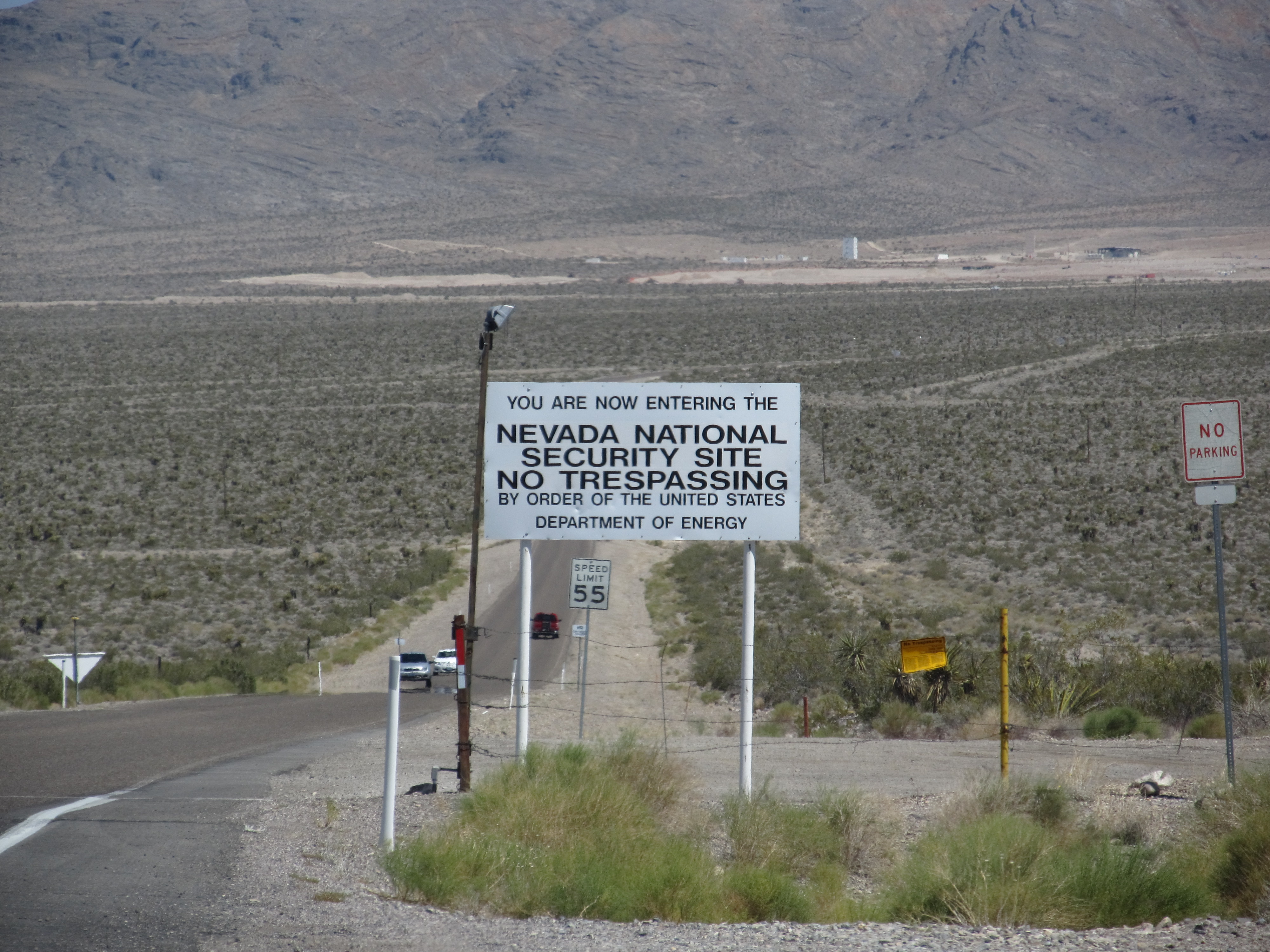
Varningsskylt vid gränsen till orten.
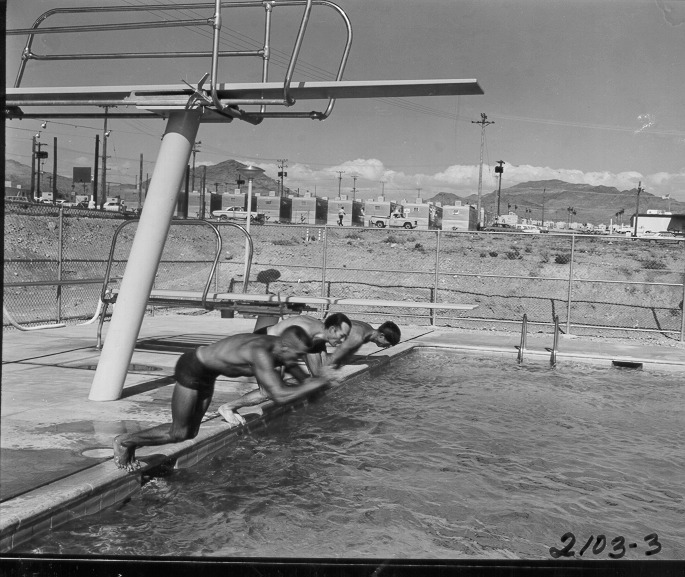
Poolområde för ortens invånare.
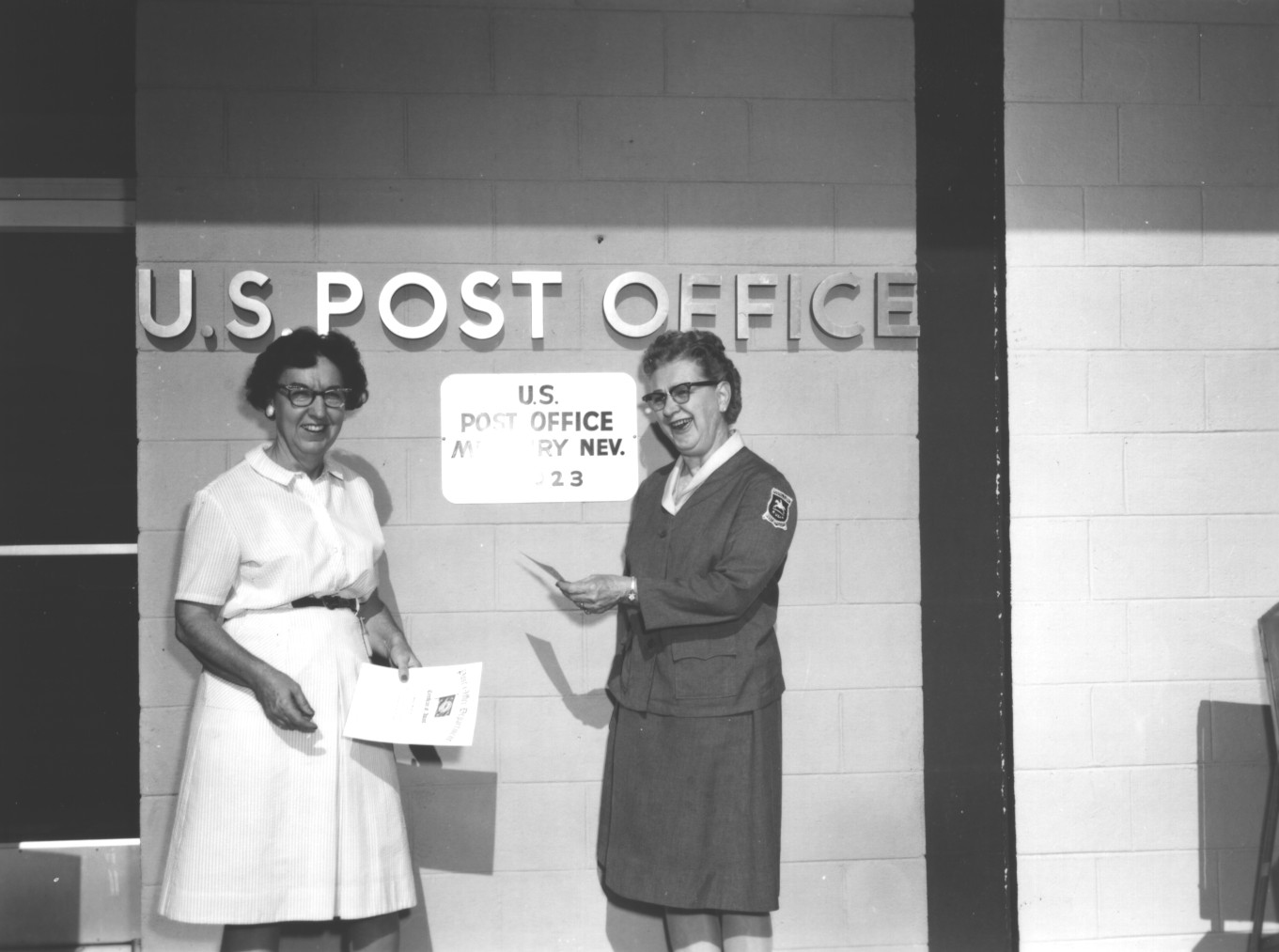
Postkontor i Mercury.
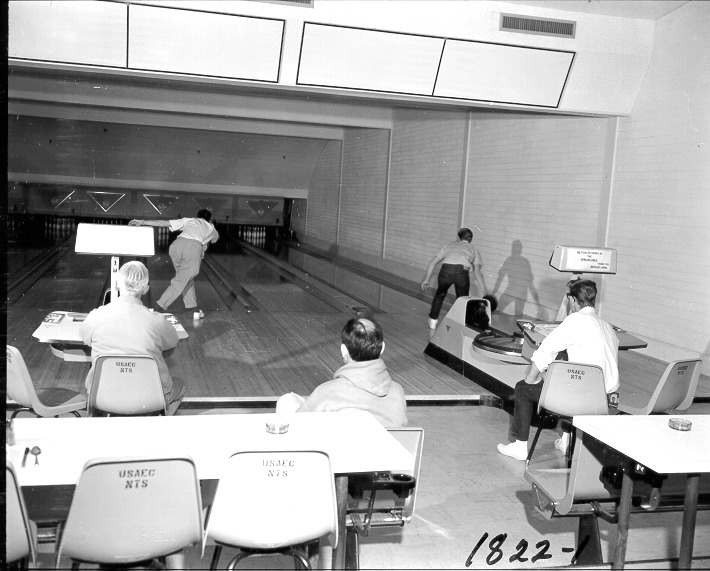
Bowlinghall för ortens invånare.